# Шахта «Краснолиманская»
Шахта «Краснолиманская» (ГП «УК „Краснолиманская“») — угледобывающее государственное предприятие
(город Родинское Донецкой области, Украина). Добыча угля в 2001 году составила 3 000,165 тысяч тонн.

## История
Строительство шахты началось в 1950 году. Закончилось — в канун Нового года — 30 декабря 1958 года. Первым директором шахты был Острянин В. В.
В 1962 году шахта вышла на проектную мощность — в сутки добывалось 4 тыс. тонн угля.
За 50 лет горняками шахты «Краснолиманской» добыто более 100 миллионов тонн высококачественного коксующегося угля. В 1977 году шахта «Краснолиманская» Указом Президиума Верховного Совета СССР награждена орденом Ленина, ей было присвоено имя 50-летия Великой Октябрьской социалистической революции.